# Mappa di Soleto
La mappa di Soleto è una presunta mappa geografica rappresentante il basso Salento antico, incisa su un frammento ceramico proveniente da un vaso di origine messapica. Datata al VI-V secolo a.C. è attualmente conservata nel museo archeologico nazionale di Taranto.
Esistono delle controversie sulla datazione di detta mappa. Il frammento ceramico è sicuramente databile al VI sec. a.C., le iscrizioni invece potrebbero essere non coeve. In effetti, secondo alcuni studi indipendenti, la mappa di Soleto sarebbe da ritenersi sicuramente falsa («the "Soleto map" [...] is surely a hoax»).

## Il ritrovamento
L'oggetto è stato scoperto all'interno di un grande edificio messapico il 21 agosto 2003 a Soleto (LE) dall'archeologo belga Thierry van Compernolle nel corso di scavi archeologici, e testimonia le relazioni esistenti tra gli iapigi, i messapi ed i Greci nel V secolo a.C., non sempre approfondite dalla predominante tradizione letteraria greco-romana.
Soleto è stata sempre ricca di ritrovamenti documentati fin dal 1704, quando scavando le fondamenta di un ampliamento della chiesa matrice (dove oggi si trova l'altare di San Paolo), furono rinvenuti numerosi sepolcri messapici nelle vicinanze delle antiche mura della città. Ma i maggiori successi si sono avuti negli ultimi vent'anni da quando nel 1988 un giovane archeologo di passaggio a Soleto vide affiorare dal terreno in località Quattrare pezzi di ceramica a impasto e piramidette (pesi da telaio) messapiche. Sotto gli occhi incuriositi dei paesani che vedevano uno straniero curvarsi a raccogliere "craste" dal terreno consultando una mappa del 1948 con una ripresa aereo-fotografica dell'Istituto Geografico Militare, l'archeologo capì di trovarsi molto vicino alle vecchie mura di Soleto.
Negli anni successivi furono avviate diverse campagne di scavo in collaborazione tra l'Università prima di Bruxelles e poi di Montpellier, il Comune di Soleto e la Sovrintendenza ottenendo ottimi risultati: è stato infatti individuato e documentato il tracciato nord delle vecchie mura ed anche un preesistente insediamento risalente alla fine dell'età del ferro.

## La mappa

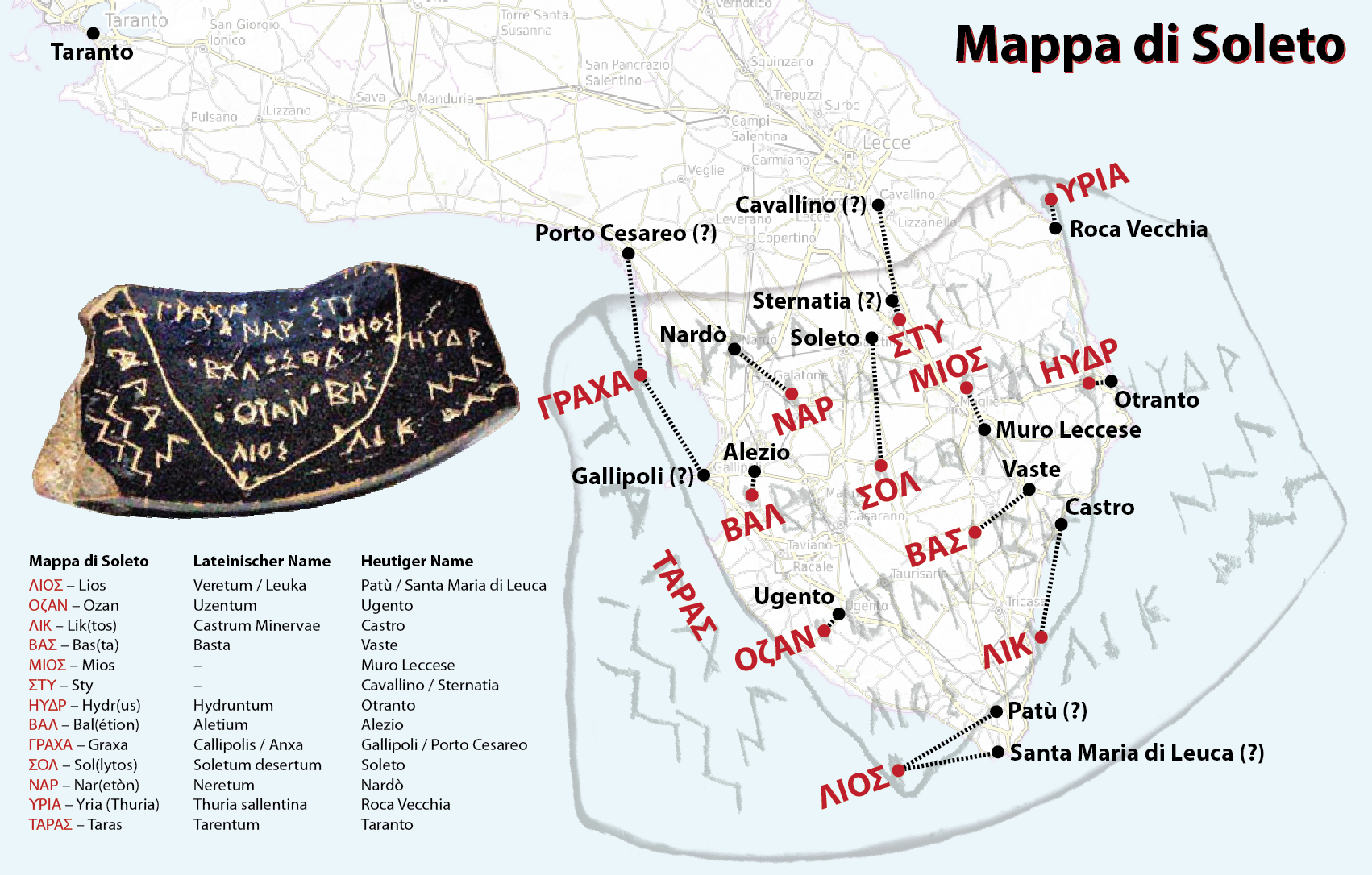
Proposta di identificazione dei luoghi ritratti sulla mappa

Si tratta del frammento di un vaso attico smaltato di nero, un ostrakon le cui dimensioni sono di 5,9 cm per 2,9 cm, e sul quale è incisa la linea costiera della penisola salentina insieme a due toponimi greci ed undici toponimi indigeni, le cui posizioni sono indicate da punti. Si riconoscono i nomi di Taranto scritto in greco (Τάρας, Taras) e di Otranto, Nardò, Ugento, Soleto e Leuca scritti in messapico, mentre ai lati sono indicati in modo schematico il mar Ionio ed il mare Adriatico simboleggiati da sigma a quattro tratti.
Dalla scritta tagliata in due in alto a destra che corrispondente all'attuale sito di Roca Vecchia si evince che la mappa originale era più grande del frammento giunto fino a noi.
Dall'analisi epigrafica e dall'aspetto alfabetico dei toponimi trascritti sull'ostrakon, si è stabilito come l'abbreviazione del toponimo "Graxa" non sia in alfabeto greco, ma in un alfabeto greco arcaico di tipo rosso in uso a Taranto. Gli studiosi Carlo De Simone e Mario Lombardo, affermano infatti che soltanto il toponimo "Taras" è in alfabeto greco. Dietro questa scoperta quindi, si nasconde la data di quella che fu certamente la prima lingua tarantina con tutte le sue peculiarità linguistiche, cioè quelle di tipo lessicale, morfologico, fonetico e di intonazione.
La mappa dimostra anche come gli antichi Greci fossero interessati alla rappresentazione di aree geografiche prima ancora dei Romani, e quindi la scoperta ripropone agli storici il problema di riconsiderare gli inizi dell'antica cartografia.
Infatti la maggior parte delle mappe classiche esistenti sono romane e sono state datate a dopo la nascita di Cristo.

## Una possibile interpretazione della mappa
La seguente tabella interpretativa si basa sulla posizione dei nomi sulla mappa e delle corrispondenti località attuali, delle testimonianze degli storici e dei geografi antichi, delle monete rinvenute con il nome delle antiche città, delle tracce di mura messapiche (solo in questo caso si può parlare di città).
| In messapico | sulla mappa di Soleto   | In latino (testo di Plinio lib.III,11) | Località italiana         |
| ------------ | ----------------------- | -------------------------------------- | ------------------------- |
| Hydrus       | (ΗΥΔΡ)                  | Hydruntum                              | Otranto                   |
| Taras        | (ΤΑΡΑΣ)                 | Tarentum                               | Taranto                   |
| Bal..étion   | (ΒΑΛ)                   | Aletium                                | Alezio                    |
| Ozan         | (ΟζΑΝ)                  | Uzentum                                | Ugento                    |
| Nar..etòn    | (ΝΑΡ)                   | Neretum                                | Nardò                     |
| Sol..lytos   | (ΣΟΛ)                   | Soletum desertum                       | Soleto                    |
| Mios         | (ΜΙΟΣ)                  | Nessuna fonte                          | Muro Leccese              |
| Sty..bar     | (ΣΤΥ)                   | Nessuna fonte                          | Cavallino/Sternatia?      |
| Lios         | (ΛΙΟΣ)                  | Veretum/Leuka (in Strabone VI 6.3.5)   | Capo di Leuca             |
| Lik..tos     | (ΛΙΚ)                   | Castrum Minervae                       | Castro                    |
| Basta        | (ΒΑΣ)                   | Basta                                  | Vaste                     |
| Thuria       | (ΥΡΙΑ) in alto a destra | Thuria sallentina in Livio X cap.2     | Roca Vecchia              |
| Graxa        | (ΓΡΑΧΑ)                 | Nessuna fonte                          | Gallipoli? Porto_Cesareo? |

## Fonti storiche
Le uniche fonti di cui disponiamo sono Strabone (che viaggiò per questa regione e scrisse in età augustea) e Plinio.
Il primo ci conferma che esistesse una strada "sallentina" che da Taranto portava a Vereto e da qui a Otranto, e che definisce più comoda del periplo via mare. Plinio aggiunge che da Vereto si raggiunge Otranto in 19 miglia toccando Vaste. Nei secoli successivi la Vereto-Otranto passa da Castro (Castrum Minervae) come indicato sulla Tabula Peutingeriana (copia medioevale di originale romano del IV secolo).
Strabone ci dice anche che:
Di Cavallino e Muro gli scrittori romani non fanno cenno, il che significa che i due centri furono completamente distrutti prima dell'età augustea. Essendo però state portate alla luce le mura messapiche, essi sarebbero stati centri importanti nel V secolo a.C., periodo a cui risalirebbe la mappa ritrovata.

## Fonti numismatiche
Per il nome messapico di Nardò è confermato quel che si ricava dalle monete con la scritta ΝΑΡΗΤΙΝΩΝ (genitivo plurale "dei Naretini"). Per le monete di Ugento la scritta è esattamente OZAN, mentre per Alezio si legge ΒΑΛΕΘΑΣ.
Su altre monete si trova la scritta ΓΡΑ, ma dette monete sono probabilmente tarantine e non messapiche ed infatti la gran parte dei ritrovamenti si sono avuti nelle adiacenze di Taranto. GRAXA è difficile che possa identificarsi con Gallipoli, la collocazione sulla mappa sarebbe spostata a nord nella posizione dell'attuale Porto Cesareo (Scalo di Furno). Essendo la mappa risalente al V secolo a.C., è assai probabile che la città di Gallipoli non esistesse o fosse semplicemente il porto di Alezio. Oppure, come nel caso di MIOΣ (Muro Leccese), la posizione sulla mappa sarebbe spostata verso nord per problemi di spazio.
Esistono altre monete con la scritta ΣΤΥ, ma è difficile risalire al nome messapico della città. L'unica città messapica a nord di Soleto, e di cui sono state trovate le mura, è l'attuale sito di Cavallino.

## Autenticità

### Argomenti a favore
- iniziali dei nomi delle città messapiche finora sconosciute (LIK, MIOS, STY, LIOS) o nomi arcaici di quelle già note (BAL, NAR, HYDR);
- posizioni geografiche relative abbastanza precise;
- Datazione del supporto intorno alla fine del VI e l'inizio del V secolo a.C., eseguita con l'analisi del Carbonio 14 risultata esatta.

### Argomenti contro
- indicazione delle città come punti come nelle mappe moderne e non con le case tipiche delle mappe antiche;[1]
- impiego di toponimi in forma abbreviata come nelle mappe moderne che non trova alcun riscontro nella cartografia antica;[1]
- gli elementi rappresentati faticano a coesistere tutti nello stesso periodo storiografico;
- probabile utilizzo di caratteri greci presenti in epoca un po' più recente, incompatibili col greco messapico fino al II secolo a.C.;[1]
- nomi di città compatibili solo con teorie obsolete.[1]

## Cronologia degli scavi a Soleto
Oltre 100 i reperti archeologici risultato di scoperte occasionali effettuate soprattutto nel Novecento
nel corso di lavori agricoli, di edilizia privata o in seguito ad interventi urbanistici ed opere pubbliche
| Periodo             | Evento | Contrada                      | riferimenti                                                       |
| ------------------- | --- | ----------------------------- | ----------------------------------------------------------------- |
| 1704                | Ritrovamento tombe messapiche in scavi fondazione Cappella S. Paolo | Chiesa Madre                  | MONTINARI : Soleto una città della Grecìa salentina 1993          |
| 1876-1879           | Collezione di monete canonico G. Manca e ritrovamento tombe messapiche con vasi | contrada Ràngali (Convento)   | C. DE GIORGI : Bozzetti di viaggio 1883 - Soleto                  |
| gennaio 1911        | Sequestro fondo Varra. Ritrovamento 22 vasi (di cui 2 grandi cratere) dopo lavori agricoli in terreno canonico Pinella. | zona Cave                     | Museo Archeologico di Taranto inv.n.6370-6392                     |
| febbraio/marzo 1935 | Ritrovamento tombe messapiche IV sec a.C. scavi scuole Elementari e piazza Ospizio. Quattro lastroni di carparo cm 160 x 140 e profonde cm 120 con cuscino funebre. Altra sepoltura multipla in terreno reverendo Stanca (ispettore onorario archeologia Soleto) | località Cupone - Fontanelle  | Corredi presso Museo provinciale di Lecce inv.n.4428-61           |
| 16 dicembre 1961    | Ritrovamento 7 vasetti, 4 terrecotte figurate, un biberon ed un porcellino in terracotta durante lavori rete idrica | Via Cavour (zona 4 are)       | Museo Archeologico di Taranto inv.n.149670-682                    |
| 10 novembre 1976    | Ritrovamento tomba messapica IV-III sec a.C. con almeno tre deposizioni successive e con corredo di 5 vasi di grandi dimensioni da prof. F. D'Andria | località Varra (zona cave)    | Corredi presso Museo provinciale di Lecce inv.n.6972-6982         |
| 21 luglio 1981      | Ritrovamento tomba a cassa di lastroni con depositi multipli esterni dal VI al IV sec. a.C. da P. Ciongoli Soprintendenza Archeologica Puglia. 22 vasi in ceramica (a vernice rossa, a vernice nera Kylix e a fasce Lekythos), cinturone in bronzo e strigili    | Via Risorgimento (zona 4 are) | Museo Archeologico di Taranto inv.145179-212 149664-669           |
| 1991-1998           | Esplorazione e ritrovamento dei filari di base della prima cinta muraria | Fondo Fontanelle              | VAN COMPERNOLLE: Topografia ed insediamenti Messapia interna 2011 |
| luglio 1998         | Ritrovamento tomba a cassa di lastroni V sec. a.C. da D'Andria-Mastronuzzo Univ. Lecce contenente un cratere, una Kylix, un Lekythos ed una Lekane (tipico corredo funerario maschile)                                                                           | Fondo Bambino                 | Fibule in bronzo e vasi presso Museo provinciale di Lecce         |
| agosto 2003         | Ritrovamento Mappa di Soleto in abitazione messapica oltre che a tomba ad uso familiare con corredo di un cratere, un Kantharos, due Lekythos e due brocchette oltre che a un diobolo d'argento della zecca di Taranto                                           | Fondo Fontanelle              | VAN COMPERNOLLE: Topografia ed insediamenti Messapia interna 2011 |
| 2005-2010           | Esplorazione e ritrovamento dei filari di base della seconda cinta muraria, porta nord e villa rustica romana | Fondo Paparusso               | VAN COMPERNOLLE: Topografia ed insediamenti Messapia interna 2011 |